# Jurij Brězan

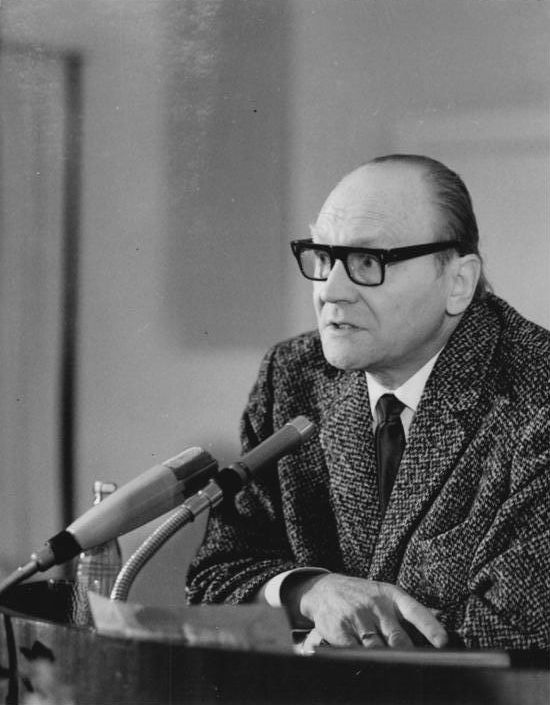
Jurij Brězan auf der Jahrestagung des Deutschen Schriftstellerverbandes in Ost-Berlin 1967

Jurij Brězan (* 9. Juni 1916 in Räckelwitz/Worklecy; † 12. März 2006 in Kamenz/Kamjenc) war ein Schriftsteller, der seine Werke (vor allem Romane, Erzählungen und Kinderbücher) sowohl auf Obersorbisch als auch auf Deutsch schrieb. Er gilt als der bedeutendste sorbische Schriftsteller des 20. Jahrhunderts und Begründer der sorbischen sozialistischen Literatur. Seine Bücher wurden in insgesamt 25 Sprachen übersetzt.

## Leben
Jurij Brězan wurde 1916 in der Räckelwitzer Klinik geboren. Die eingedeutschte Namensform Georg Bresan ist auf dem Geburtsschein verzeichnet, wurde aber von Brězan selbst nie öffentlich verwendet. Auch amtlich führte er später – nachdem dies in der DDR möglich gemacht wurde – seinen sorbischen Namen.
Er besuchte ab 1928 das Gymnasium in Bautzen, begann danach ein Studium der Volkswirtschaft und wurde 1936 davon ausgeschlossen. Seit 1933 arbeitete er für die Domowina und war in einer sorbischen Widerstandsgruppe aktiv. Zwischenzeitlich nutzte er das Pseudonym Dušan Šwik. Von 1937 bis 1938 emigrierte er nach Prag. Nach seiner Rückkehr wurde er verhaftet und war 1938–1939 im Gefängnis. 1942 bis 1944 war er Soldat der Wehrmacht und kam in amerikanische Kriegsgefangenschaft.

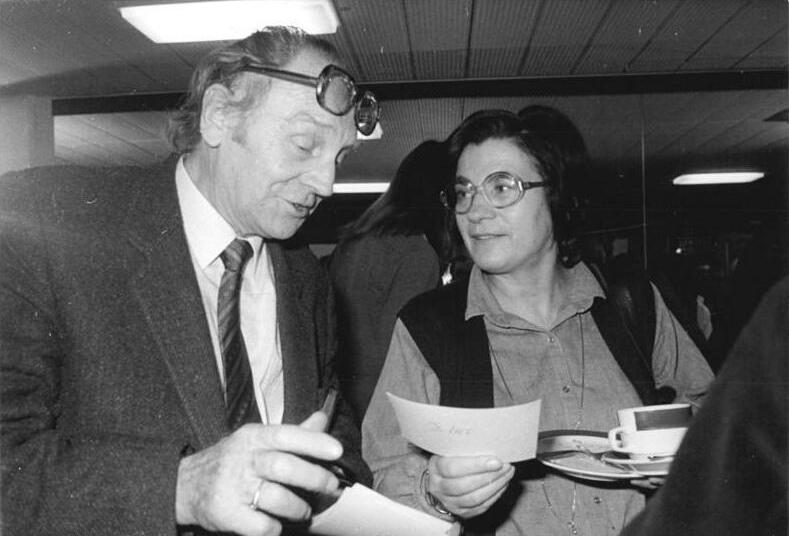
Jurij Brězan mit Christa Wolf (1981)

1945 bis 1948 war er Jugendfunktionär der Domowina und organisierte die sorbische Jugendbewegung Serbska młodźina („Sorbische Jugend“) sowie die sorbischen Jugendbrigaden, die u. a. in Jugoslawien tätig waren. 1946 trat er der SED bei. Seit 1949 arbeitete er als freischaffender Schriftsteller. 1964 wurde Brězan Mitglied des Deutschen PEN-Zentrums Ost und West, 1965 der Deutschen Akademie der Künste. 1969 bis 1989 war er Vizepräsident des Schriftstellerverbandes der DDR. Bis zu seinem Tod lebte Brězan nahe seinem Geburtsort Räckelwitz in Dreihäuser/Horni Hajnk.
Brězan wurde in der DDR vielfach ausgezeichnet: 1951, 1964 und 1976 mit dem Nationalpreis, 1962 mit dem Ćišinski-Preis, 1973 mit dem Literatur- und Kunstpreis der Domowina, 1974 mit dem Karl-Marx-Orden und 1966 und 1981 mit dem Vaterländischen Verdienstorden (VVO) sowie 1986 mit der Ehrenspange zum VVO in Gold. Bei der erstmaligen Verleihung des Kunstpreises der VdgB am 16. Mai 1986 wurde unter anderen auch Brězan ausgezeichnet. Anlässlich des 35-jährigen Bestehens der Hochschule für Landwirtschaftliche Produktionsgenossenschaften Meißen wurde Brězan am 28. Oktober 1988 die Ehrendoktorwürde eines „Dr. agr. h.c.“ verliehen.

## Werk

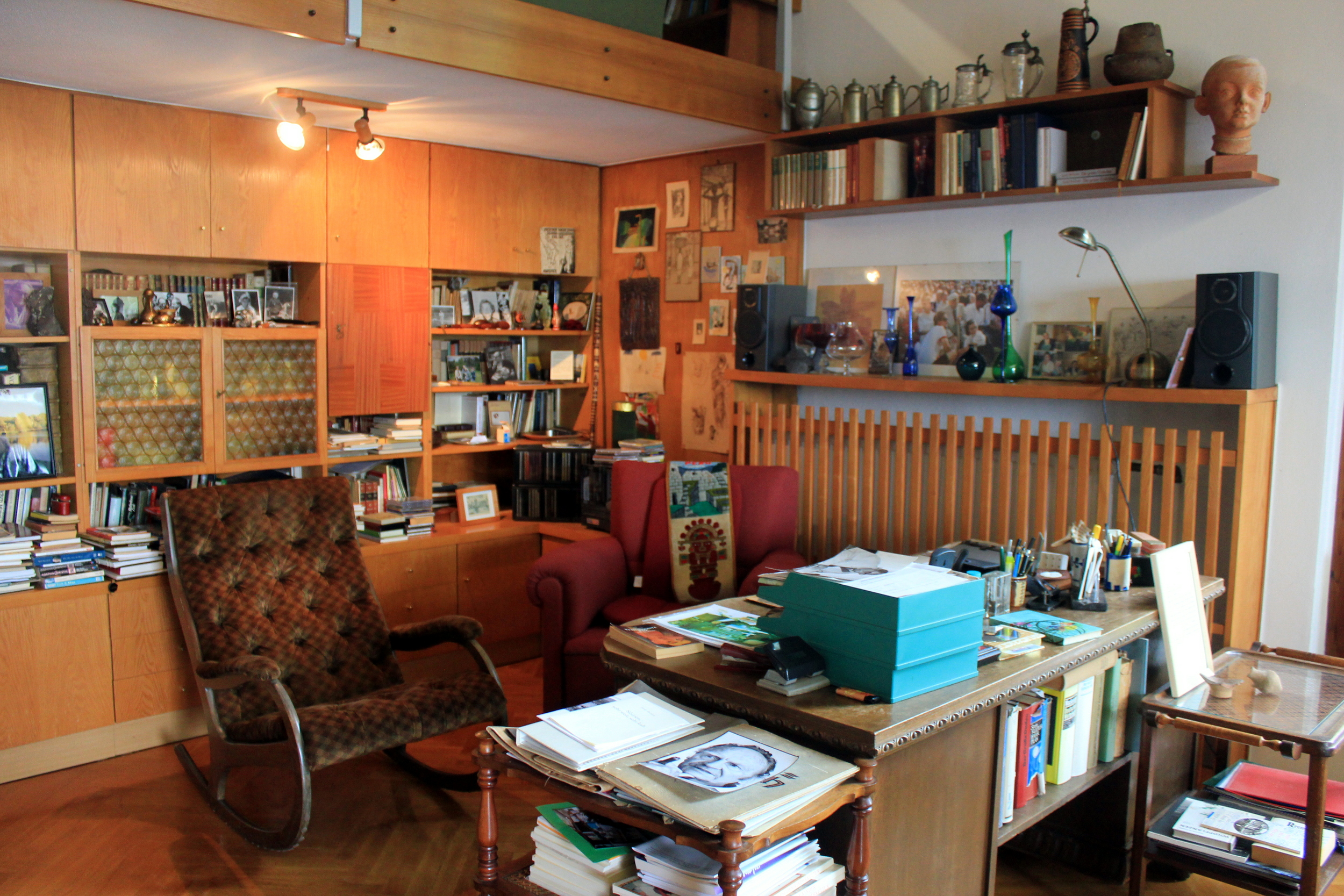
Brězans Arbeitszimmer in Horni Hajnk (Dreihäuser)

Viele seiner Romane und Erzählungen tragen autobiografische Züge. Sein bekanntestes Werk dieser Kategorie ist die Romantrilogie über Felix Hanusch (Feliks Hanuš), bestehend aus den Romanen Der Gymnasiast („Šuler“; 1959), Semester der verlorenen Zeit („Wučbne lěta“; 1959) und Mannesjahre („Zrałe lěta“; 1964).
Andere Werke schöpfen aus dem reichhaltigen Sagen- und Märchenstoff der sorbischen Oberlausitz. Eine immer wieder auftretende Gestalt ist der sagenhafte Zauberer Krabat. 1955 übersetzte Brězan Mišter Krabat von Měrćin Nowak-Njechorński unter dem Titel Meister Krabat der gute sorbische Zauberer ins Deutsche. Krabat taucht später in der Märchenerzählung Die Schwarze Mühle von 1968 und in den beiden Romanen Krabat oder Die Verwandlung der Welt von 1976 und Krabat oder Die Bewahrung der Welt von 1993 auf.

## Werke
- Auf dem Rain wächst Korn. 1951.

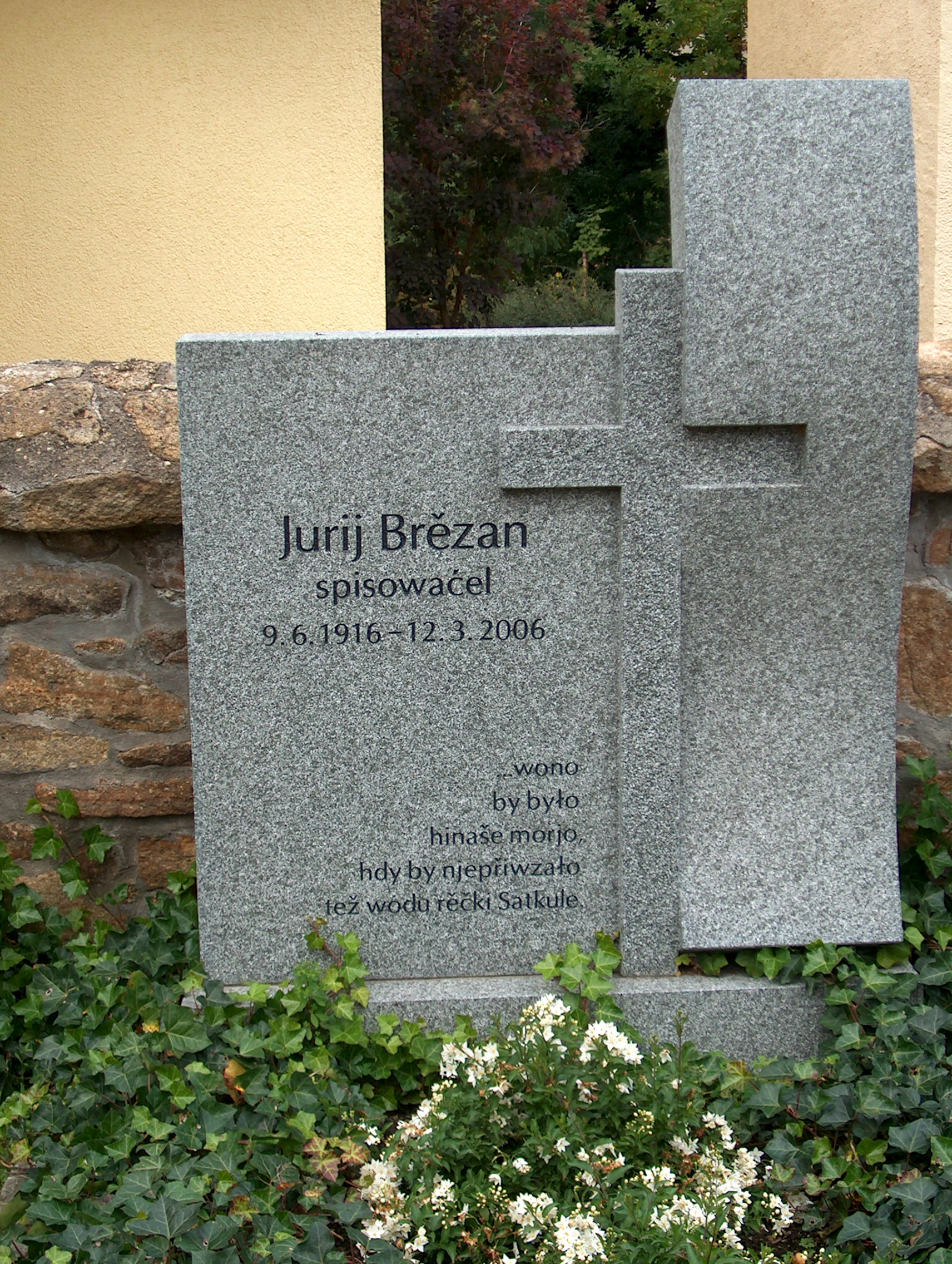
Jurij Brězans Grab auf dem Kirchhof in Crostwitz mit seinem bekannten Zitat zur Satkula ([…] wono by było hinaše morjo hdy by njepřiwzało tež wodu rěčki Satkule. – „Es wäre ein anderes Meer, würde es nicht auch das Wasser des Baches Satkula aufnehmen.)“

- 52 Wochen sind ein Jahr. 1953 (Roman; Verfilmung 1955).
- Christa. 1957 (Erzählung), ISBN 978-3-355-00421-3.
- Der Gymnasiast. Verlag Neues Leben, Berlin 1958 (Roman).
- Das Mädchen Trix und der Ochse Esau. 1959.
- Borbass und die Rute Gottes. 1959 (Erzählung).
- Semester der verlorenen Zeit. 1960 (Roman).
- Eine Liebesgeschichte. 1962.
- Mannesjahre. 1964 (Roman).
- Der Elefant und die Pilze. 1964 (Kinderbuch).
- Reise nach Krakau. 1966 (Erzählung).
- Die Abenteuer des Kater Mikosch. 1967, DNB 456189599 (Kinderbuch).
- Die schwarze Mühle. 1968 (Erzählung).
- Der Mäuseturm. 1971 (Erzählungen).
- Krabat oder Die Verwandlung der Welt. 1976 (Roman).
- Ansichten und Einsichten. 1976 (Essays).
- Die Rattenschlacht. 1977 (Erzählungen).
- Der Brautschmuck und andere Geschichten, 1979.
- Bild des Vaters. 1982 (Roman).
- Dalmat hat Ferien. 1985 (Kinderbuch).
- Wie das Lachen auf die Welt kam. 1986 (Erzählungen).
- Bruder Baum und Schwester Lerche. 1991, ISBN 3-7420-0918-4.
- Das wunderschöne blaue Pferd. 1991, ISBN 978-3-7420-0633-2.
- Moja archa Horni Hajnk. 1991, ISBN 978-3-473-33482-7.
- Krabat oder Die Bewahrung der Welt. 1993 (Roman), ISBN 978-3-7420-2187-8.
- Rifko – aus dem Tagebuch eines Dackels. 1994 (Kinderbuch), ISBN 3-7420-1555-9.
- Die Leute von Salow. 1997 (Roman), ISBN 978-3-378-00600-3.
- Krabat oder die Bewahrung der Welt. Domowina-Verlag, 1995 (Roman), ISBN 978-3-7420-1600-3.
- Ohne Pass und Zoll. 1999 (autobiografischer Bericht), ISBN 978-3-378-00617-1.
- Die grüne Eidechse. 2001 (Roman), ISBN 978-3-7466-1701-5.
- Hunds Tagebuch. 2001 (Erzählung), ISBN 978-3-378-00633-1.
- Die Einladung. 2003 (Novelle), ISBN 978-3-378-00633-1.
- Habakuk. 2004 (Erzählung), ISBN 978-3-7420-1963-9.
- Die Jungfrau, die nicht ins Bett wollte. 2006 (Volksmärchen), ISBN 978-3-7420-2028-4.
- Der alte Mann und das enge Weite. 2006 (Erzählung), ISBN 978-3-936758-30-6.